# نووباکایوو (شهرستان کوشنارنکوفسکی، باشقیرستان)
نووباکایوو (انگلیسی: Novobakayevo, Kushnarenkovsky District, Republic of Bashkortostan) یک شهرک در شهرستان کوشنارنکوفسکی جمهوری باشقیرستان در کشور روسیه است.